# André Garolli
André Luis Garcia de Oliveira (Curitiba, 26 de março de 1967) é um ator e diretor brasileiro.

## Carreira

### Ator

#### Televisão
| Ano  | Título               | Personagem          | Notas              |
| ---- | -------------------- | ------------------- | ------------------ |
| 1995 | Sangue do Meu Sangue | Leandro             | [ 3 ]              |
| 1998 | Pérola Negra         | Leonardo Bastos     |                    |
| 2009 | Cinquentinha         | João Alfredo Flores | [ 3 ]              |
| 2010 | Na Forma da Lei      | Haroldo             | [ 3 ]              |
| 2011 | Lara com Z           | João Alfredo Flores | [ 4 ]              |
| 2011 | Fina Estampa         | Albertinho          | [ 3 ]              |
| 2013 | Amor à Vida          | Vinícius Frazão     | [ 3 ]              |
| 2015 | Psi                  | Ricardo             | Episódio: O Abrigo |
| 2016 | Gigantes do Brasil   | Alexander Mackenzie | 2 episódios        |
| 2017 | Os Dias Eram Assim   | Padre Nuno          |                    |
| 2019 | Irmandade            | César Correa        | 2 episódios        |
| 2020 | Escola de Gênios     | Saulo               | Episódio: A Queda  |
| 2020 | Boca a Boca          | Oscar Lima Alves    | [ 5 ]              |

#### Cinema
| Ano  | Título        | Personagem     | Notas          |
| ---- | ------------- | -------------- | -------------- |
| 2002 | Bacuri        | Bacuri         | Curta-metragem |
| 2009 | Salve Geral   | Repórter na TV |                |
| 2018 | Nada a Perder | Delegado Leo   |                |

#### Teatro
| Ano  | Título                   | Personagem | Notas                     | Ref   |
| ---- | ------------------------ | ---------- | ------------------------- | ----- |
| 2004 | A Flor do Meu Bem Querer | Chico Lima | Substituiu Eduardo Galvão | [ 6 ] |

### Diretor

#### Cinema
| Ano  | Filme                                      | Notas                                  | Ref   |
| ---- | ------------------------------------------ | -------------------------------------- | ----- |
| 2010 | Todo Poderoso: o Filme — 100 Anos de Timão | Dirigido em conjunto com Ricardo Aidar | [ 7 ] |

## Prêmios e indicações
| Ano  | Prêmio               | Categoria                     | Indicação  | Resultado |
| ---- | -------------------- | ----------------------------- | ---------- | --------- |
| 2022 | Prêmio Bibi Ferreira | Melhor Ator em Peça de Teatro | Tectônicas | Indicado  |